# Christopher Paolini

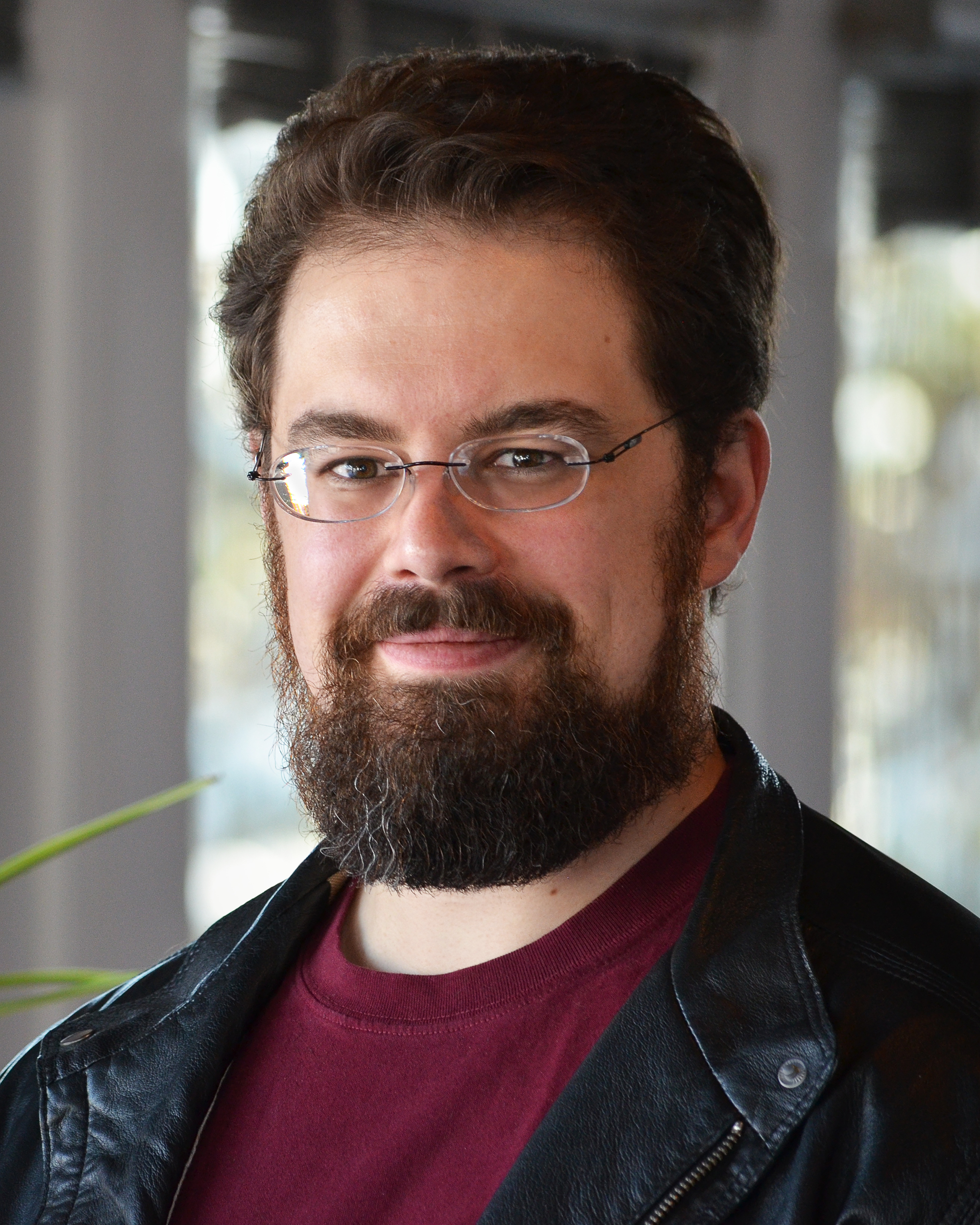
Christopher Paolini (2019)

Christopher Paolini (* 17. November 1983 in Los Angeles, Kalifornien) ist ein US-amerikanischer Autor. Seine Buchreihe Eragon wurde weltweit über 35 Millionen Mal verkauft.

## Leben
Christopher Paolini wurde am 17. November 1983 in Südkalifornien geboren, wuchs aber in Paradise Valley in Montana mit seinen Eltern und seiner jüngeren Schwester Angela auf. Er besuchte nie eine öffentliche Schule, sondern wurde von seinen Eltern unterrichtet. Seine Liebe für Fantasy bewog ihn dazu, schon mit 15 Jahren eine Geschichte namens Eragon zu verfassen; er dachte allerdings nie daran, diese zu veröffentlichen. Als er nach zwei Jahren das Buch seinen Eltern zum Lesen gab, druckten diese es im eigenen Familienverlag (Paolini International LLC).
Im darauffolgenden Jahr zogen die Paolinis durch die USA, um das Buch in Schulen, Bibliotheken und Buchläden bekannt zu machen. Im Sommer 2002 entdeckte Carl Hiaasen, ein US-amerikanischer Journalist und Schriftsteller, das Buch und machte seinen Verleger Alfred A. Knopf darauf aufmerksam. Dieser kaufte die Rechte an Eragon auf und am 26. August 2003 erschien der erste Band. Die deutsche Übersetzung wurde am 22. April 2004 veröffentlicht. Band zwei folgte in Deutschland am 25. Oktober 2005 und Band drei am 25. Oktober 2008. Am 19. November 2011 ist im deutschen Sprachraum der abschließende vierte Band der Reihe erschienen.
2007 bekam das Hörbuch Eragon – Der Auftrag des Ältesten den Deutschen Phantastik Preis für das beste Hörbuch/Hörspiel des Jahres. 2006 wurde sein erster Band von 20th Century Fox mit dem Titel Eragon – Das Vermächtnis der Drachenreiter verfilmt. Der Film bekam überwiegend mittelmäßige bis vernichtende Kritiken und entsprach in vielen Punkten nicht dem Buch.
Ende Dezember 2018 veröffentlichte Christopher Paolini mit Die Gabel, die Hexe und der Wurm. das erste Buch aus der Welt von Eragon nach der Veröffentlichung des vierten Bandes 2011. Darin werden drei Geschichten aus Alagaësia erzählt, eine wurde von seiner Schwester Angela Paolini geschrieben.
Am 15. September 2020 erschien Paolinis erster Science-Fiction-Roman unter dem Titel INFINITUM – Die Ewigkeit der Sterne.

## Werk
- Eragon – Das Vermächtnis der Drachenreiter. Cbj-Verlag, München 2004, ISBN 3-570-12803-2, Original: Eragon, 2003.
- Eragon – Der Auftrag des Ältesten. cbj-Verlag, München 2005, ISBN 3-570-12804-0, Original: Eldest, 2005.
- Eragon – Die Weisheit des Feuers. cbj-Verlag, München 2008, ISBN 3-570-12805-9, Original: Brisingr, 2008 (Platz 1 der Spiegel-Bestsellerliste vom 3. bis zum 30. November 2008).
- Eragon – Das Erbe der Macht. cbj-Verlag, München 2011, ISBN 3-570-13816-X, Original: Inheritance, 2011 (Platz 1 der Spiegel-Bestsellerliste vom 28. November 2011 bis zum 1. Januar 2012).
- Eragon: Alles über die fantastische Welt Alagaësia. cbj-Verlag, München 2010, ISBN 978-3-570-13875-5, Original: Eragon's guide to Alagaësia, 2009.
- Die Gabel, die Hexe und der Wurm. cbj-Verlag, München 2019, Original: The Fork, the Witch, and the Worm, 2018.
- Murtagh – Eine dunkle Bedrohung. cbj Verlag, München 2023, ISBN 978-3-570-16710-6, Original: Murtagh, 2023.

### Science-Fiction
- INFINITUM – Die Ewigkeit der Sterne, Knaur 2020, Übersetzer Katharina Naumann, Barbara Häusler, Eberhard Kreutzer und Anke Kreutzer, ISBN 978-3-426-22736-7 (Originalversion  To Sleep in a Sea of Stars, Pan MacMillan 2020, ISBN 978-1-5290-4651-9).
- Unity: An Interactive Fractalverse Story. 2021. (Kurzgeschichte)
- Fractal Noise. Tor Books, New York City 2023, 304 Seiten, ISBN 978-1-0350-0111-8.